# Серапион Тмуишки
Преподобни Серапион Тмуишки или Серапион Тмуитски је био епископ Тмуиса (у јужном Египту) и настојатељ тзв. Арсинојских манастира у Нитријској пустињи, у којима је било око једанаест хиљада монаха. Био је друг светог Антонија Великог. Паладије и Созомен називају га Великим. Умро је око 366. године. Свети Серапион писао је: "Не мисли да је болест тешка; тежак је само грех... Болест нас прати само до гроба, а грех следује за грешником и после гроба".
Српска православна црква слави га 21. марта по црквеном, а 3. априла по грегоријанском календару.